# Copa del Rey de voleibol 2023
La LXXIII edición de la Copa de S.M. el Rey de voleibol tuvo lugar en el Pabellón de Los Pajaritos de Soria entre el 23 y el 26 de febrero de 2023, torneo cuya organización estuvo a cargo del Club Río Duero de Soria. La final, que tuvo lugar el domingo 26 de febrero, enfrentó al anfitrión Club Río Duero de Soria y al equipo aragonés Pamesa Teruel Voleibol. El anfitrión se llevó la victoria tras ganar por tres sets a uno.

## Sistema de competición
La primera fase se lleva a cabo durante la primera ronda de la liga regular de la Superliga. Los 7 equipos con mayor número de puntos y el organizador se clasifican para disputar dicha competición. Los cruces de cuartos de final se determinan por la clasificación final de esa primera vuelta.
Una vez dentro, los equipos se citan para alcanzar una posición en las semifinales y luego los equipos se enfrentan para conocer quien estará en la final. Un último partido donde el vencedor, se proclamará campeón de la competición oficial.
Los cuartos de final se disputaron el jueves 23 y el viernes 24 y las semifinales el sábado 25. La gran final por ver quién sucedía al Melilla Sport Capital como campeón de la Copa del Rey se llevó a cabo el domingo 26 de febrero.

## Equipos participantes
Organizador:
- Club Río Duero de Soria

Equipos de esta edición:
- Club Voleibol Guaguas
- Club Voleibol Teruel
- Melilla Sport Capital
- Léleman Conqueridor Valencia
- Barça Voleibol
- Unicaja Costa De Almería
- Arenal Emevé

## Cuadro de la Copa
|  | Cuartos de final | Cuartos de final             | Cuartos de final | Cuartos de final        | Cuartos de final | Cuartos de final | Cuartos de final |    |                       | Semifinales            | Semifinales | Semifinales | Semifinales | Semifinales | Semifinales | Semifinales |                         |    | Final | Final | Final | Final | Final | Final | Final |  |
|  |                  |                              |                  |                         |                  |                  |                  |    |                       |                        |             |             |             |             |             |             |                         |    |       |       |       |       |       |       |       |  |
|  |                  |                              |                  |                         |                  |                  |                  |    |                       |                        |             |             |             |             |             |             |                         |    |       |       |       |       |       |       |       |  |
|  | 3                | Melilla Sport Capital        | 25               | 25                      | 24               | 25               |                  |    |                       |                        |             |             |             |             |             |             |                         |    |       |       |       |       |       |       |       |  |
|  | 3                | Melilla Sport Capital        | 25               | 25                      | 24               | 25               |                  |    |                       |                        |             |             |             |             |             |             |                         |    |       |       |       |       |       |       |       |  |
|  | 1                | Barça Voleibol               | 23               | 22                      | 26               | 16               |                  |    |                       |                        |             |             |             |             |             |             |                         |    |       |       |       |       |       |       |       |  |
|  | 1                | Barça Voleibol               | 23               | 22                      | 26               | 16               |                  | 0  | Melilla Sport Capital | 22                     | 21          | 18          |             |             |             |             |                         |    |       |       |       |       |       |       |       |  |
|  |                  |                              |                  |                         |                  |                  |                  | 0  | Melilla Sport Capital | 22                     | 21          | 18          |             |             |             |             |                         |    |       |       |       |       |       |       |       |  |
|  |                  |                              | 3                | Club Río Duero de Soria | 25               | 25               | 25               |    |                       |                        |             |             |             |             |             |             |                         |    |       |       |       |       |       |       |       |  |
|  | 3                | Club Río Duero de Soria      | 3                | Club Río Duero de Soria | 25               | 25               | 25               | 25 | 25                    | 25                     |             |             |             |             |             |             |                         |    |       |       |       |       |       |       |       |  |
|  | 3                | Club Río Duero de Soria      |                  |                         |                  |                  |                  |    |                       |                        |             |             |             |             |             |             |                         |    |       |       |       |       |       |       |       |  |
|  | 0                | Unicaja Costa De Almería     | 23               | 10                      | 23               |                  |                  |    |                       |                        |             |             |             |             |             |             |                         |    |       |       |       |       |       |       |       |  |
|  | 0                | Unicaja Costa De Almería     | 23               | 10                      | 23               |                  |                  |    |                       |                        |             |             |             |             |             | 3           | Club Río Duero de Soria | 25 | 25    | 23    | 25    |       |       |       |       |  |
|  |                  |                              |                  |                         |                  |                  |                  |    |                       |                        |             |             |             |             |             |             | Club Río Duero de Soria | 25 | 25    | 23    | 25    |       |       |       |       |  |
|  |                  |                              | 1                | Pamesa Teruel Voleibol  | 23               | 16               | 25               | 21 |                       |                        |             |             |             |             |             |             |                         |    |       |       |       |       |       |       |       |  |
|  | 3                | Pamesa Teruel Voleibol       | 1                | Pamesa Teruel Voleibol  | 23               | 16               | 25               | 21 | 25                    | 20                     | 18          | 25          | 30          |             |             |             |                         |    |       |       |       |       |       |       |       |  |
|  | 3                | Pamesa Teruel Voleibol       |                  |                         |                  |                  |                  |    |                       |                        |             | 25          | 30          |             |             |             |                         |    |       |       |       |       |       |       |       |  |
|  | 2                | Léleman Conqueridor Valencia | 22               | 25                      | 25               | 17               | 28               |    |                       |                        |             |             |             |             |             |             |                         |    |       |       |       |       |       |       |       |  |
|  | 2                | Léleman Conqueridor Valencia | 22               | 25                      | 25               | 17               | 28               |    | 3                     | Pamesa Teruel Voleibol | 25          | 15          | 25          | 25          |             |             |                         |    |       |       |       |       |       |       |       |  |
|  |                  |                              |                  |                         |                  |                  |                  |    | 3                     | Pamesa Teruel Voleibol | 25          | 15          | 25          | 25          |             |             |                         |    |       |       |       |       |       |       |       |  |
|  |                  |                              | 1                | Club Voleibol Guaguas   | 19               | 25               | 22               | 23 |                       |                        |             |             |             |             |             |             |                         |    |       |       |       |       |       |       |       |  |
|  | 3                | Club Voleibol Guaguas        | 1                | Club Voleibol Guaguas   | 19               | 25               | 22               | 23 | 25                    | 25                     | 25          |             |             |             |             |             |                         |    |       |       |       |       |       |       |       |  |
|  | 3                | Club Voleibol Guaguas        |                  |                         |                  |                  |                  |    |                       |                        |             |             |             |             |             |             |                         |    |       |       |       |       |       |       |       |  |
|  | 0                | Arenal Emevé                 | 18               | 13                      | 18               |                  |                  |    |                       |                        |             |             |             |             |             |             |                         |    |       |       |       |       |       |       |       |  |
|  | 0                | Arenal Emevé                 | 18               | 13                      | 18               |                  |                  |    |                       |                        |             |             |             |             |             |             |                         |    |       |       |       |       |       |       |       |  |
|  |                  |                              |                  |                         |                  |                  |                  |    |                       |                        |             |             |             |             |             |             |                         |    |       |       |       |       |       |       |       |  |